# Gerda van der Kade-Koudijs
Gerda Johanna Marie van der Kade-Koudijs, nizozemska atletinja, * 29. oktober 1923, Rotterdam, Nizozemska, † 19. marec 2015, Almelo, Nizozemska.
Nastopila je na poletnih olimpijskih igrah leta 1948, kjer je osvojila naslov olimpijske prvakinje v štafeti 4x 100 m in četrto mesto v skoku v daljino. V obeh disciplinah je postala evropska prvakinja leta 1946.